# Vaudreching
Vaudreching település Franciaországban, Moselle megyében. Lakosainak száma 486 fő (2022. január 1.). Vaudreching Alzing, Bouzonville, Brettnach, Freistroff, Rémelfang és Valmunster községekkel határos.

## Népesség
A település népessége az elmúlt években az alábbi módon változott:
| Lakosok száma | 562  | 551  | 560  | 532  | 518  | 504  | 499  | 491  | 486  |
|               | 2013 | 2015 | 2016 | 2017 | 2018 | 2019 | 2020 | 2021 | 2022 |